# Scopula farinaria
Scopula farinaria là một loài bướm đêm trong họ Geometridae.